# Борисиха (Великоустюгский район)
Борисиха — упразднённая деревня в Великоустюгском районе Вологодской области России.

## География
Урочище находится в северо-восточной части области, в подзоне средней тайги, на правом берегу реки Чигры, на расстоянии примерно 23 километров (по прямой) к востоко-юго-востоку от города Великий Устюг, административного центра района.

### Климат
Климат характеризуется как умеренно континентальный, с холодной продолжительной зимой и умеренно тёплым летом. Среднегодовая температура воздуха — +1,5 °C. Средняя температура воздуха самого холодного месяца (января) — −13,8 °C (абсолютный минимум — −48 °С), средняя температура самого тёплого (июля) — +16,8 °С (абсолютный максимум — +38 °С). Годовое количество атмосферных осадков составляет около 673 мм, из которых около 445 мм выпадает в тёплый период. Снежный покров держится в течение 166 дней.

## История
По данным 1914 года, в деревне проживало 15 человек (6 мужчин и 9 женщин). В административном отношении входила в состав Грибинского сельского общества Палемской волости Велико-Устюгского уезда. По состоянию на 1 января 1973 года входила в состав Покровского сельсовета.